# Beni Zid (peuple)
Les Beni Zid (arabe : بني زيد) sont des populations tunisiennes issues de tribus des Banu Hilal et des Banu Sulaym. Elles s'installent dès le XIIIe siècle dans la majeure partie de la plaine entre Gabès, le Chott el-Fejaj et le djebel Matmata.
Ils sont très présents parmi les fellagas, dont Mohamed Daghbaji est un exemple.

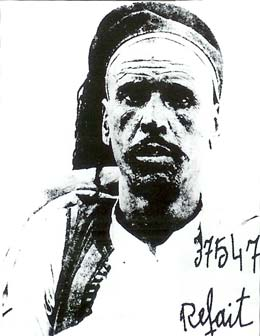
Mohamed Daghbaji, fellaga issu de la tribu des Beni Zid.

Historiquement, les Beni Zid ont pour alliés les Fraichiches et les Majer et pour ennemis les Hamama[source insuffisante].

## Origine
Selon Pierre-Robert Baduel, ils seraient les descendants de la tribu sulaymide des Debbab, arrivée dans la région lors de l'invasion hilalienne au XIe siècle. Ils occupent au départ le territoire de Menzel El Habib, une partie de la plaine de la Djeffara, puis refoulent les Matmata de Hamma Matmata qui devient par la suite leur chef-lieu.

## Dialecte
Le dialecte parlé par ces tribus est l'arabe.

## Composition
La confédération est constituée de plusieurs tribus, parmi lesquelles : 
- Assabaa (arabe : الاصابعة) ;
- Chelakhla (arabe : الشلالخة) ;
- Chooul (arabe : الشعل) ;
- Chiab (arabe : الشياب) ;
- Houazem (arabe : الحوازم) ;
- Horchane (arabe : الحرشان) ;
- Jemayn (arabe : الجماين) ;
- Ouled Dhaou (arabe : أولاد ضو) ;
- Ouled Khalifa (arabe : أولاد خليفة) ;
- Ouled Ben Khoudh (arabe : أولاد بن خوذ) ;
- Semaiha (arabe : السمايحة) ;
- Zmazma (arabe : الزمازمة).